# Beat Gähwiler
Beat Gähwiler (* 26. Januar 1965) ist ein ehemaliger Schweizer Leichtathlet.

## Sportliche Karriere
Beat Gähwiler trat für den LC Turicum in Adliswil an. Er war Schweizer Meister im Zehnkampf in den Jahren 1986, 1988, 1990 bis 1992 und 1996. Seine Bestleistung im Zehnkampf von 8244 Punkten stellte er am 18. und 19. Juni 1988 in Götzis auf.
1986 bei den Europameisterschaften in Stuttgart beendeten 17 von 23 Zehnkämpfern ihren Wettkampf, Beat Gähwiler belegte mit 7862 Punkten den 13. Rang. Im Jahr darauf bei den Weltmeisterschaften in Rom beendeten 18 von 28 Teilnehmern den Zehnkampf. Gähwiler erreichte mit 8034 Punkten den elften Platz. 1988 bei den Olympischen Spielen in Seoul nahmen 39 Athleten am Zehnkampf teil und 34 hielten bis zum Ende durch. Gähwiler wurde 12. mit 8114 Punkten.
Bei den Europameisterschaften 1990 in Split beendeten 20 von 29 Zehnkämpfern den Wettbewerb. Beat Gähwiler erreichte mit 8146 Punkten den siebten Platz. 1991 bei den Weltmeisterschaften in Tokio kamen 22 von 30 Wettkämpfern durch. Gähwiler reichten 8011 Punkte zum elften Rang. 1992 gelang es Beat Gähwiler bei den Halleneuropameisterschaften in Genua eine gute Platzierung im Siebenkampf zu erreichen. Mit 5635 Punkten wurde er Achter. Ein halbes Jahr später bei den Olympischen Spielen in Barcelona beendeten 28 von 36 Zehnkämpfern ihren Wettkampf. Gähwiler belegte mit 7676 Punkten den 21. Platz.
Von 1986 bis 1992 absolvierte Gähwiler jeweils beim Saisonhöhepunkt einen kompletten Zehnkampf. Daneben war er auch fünfmal beim Europacup der Mehrkämpfer dabei, bei den Austragungen 1987, 1989 und 1991 erreichte er über 8000 Punkte.

## Fussnoten
1. ↑  Schweizer Meister bei gbrathletics.com
2. ↑  Zehnkampf 1986 bei Todor Krastevs Seite todor66.com
3. ↑  Zehnkampf 1987 bei Todor Krastevs Seite todor66.com
4. ↑  Zehnkampf 1988 in der Datenbank von Olympedia.org (englisch), abgerufen am 15. April 2025.
5. ↑  Zehnkampf 1990 bei Todor Krastevs Seite todor66.com
6. ↑  Zehnkampf 1991 bei Todor Krastevs Seite todor66.com
7. ↑  Real Federación Española de Atletismo: European Indoor Handbook. Madrid 2005, ISBN 84-87704-89-1. Seite 256
8. ↑  Zehnkampf 1992 in der Datenbank von Olympedia.org (englisch), abgerufen am 15. April 2025.
9. ↑  Hans van Kuijen: European Cup Combined Events 1973–2007. Statistics Handbook 25 editions. Helmond 2007. Seite 172

| Personendaten    | Personendaten          |
| ---------------- | ---------------------- |
| NAME             | Gähwiler, Beat         |
| KURZBESCHREIBUNG | Schweizer Leichtathlet |
| GEBURTSDATUM     | 26. Januar 1965        |